# روبرت كولبيرت
روبرت كولبيرت (بالإنجليزية: Robert Colbert)‏ هو ممثل أمريكي، ولد في 26 يوليو 1931 في لونغ بيتش في الولايات المتحدة.

## وصلات خارجية
- روبرت كولبيرت على موقع IMDb (الإنجليزية)
- روبرت كولبيرت على موقع أول موفي (الإنجليزية)
- روبرت كولبيرت على موقع قاعدة بيانات الفيلم (الإنجليزية)